# جو أوسكار إيتون
جو أوسكار إيتون (بالإنجليزية: Joe Oscar Eaton)‏ (و. 1920 – 2008 م)هو ضابط، ومحامي، وقاضي، وسياسي من الولايات المتحدة الأمريكية .

## الخدمة العسكرية
خدم في القوات الجوية الأمريكية.